# Butobarbital
Butobarbital, auch Butobarbiton oder Butethal genannt, ist ein Hypnotikum aus der Gruppe der Barbiturate (Barbitursäure-Derivate). Es wurde 1921 von den Gebrüdern Poulenc (heute Teil von Rhône Poulenc) entwickelt und zum Patent angemeldet.

## Handelspräparate
Soneryl (UK)